# Mistrzostwa Polski Seniorów w Lekkoatletyce 2025
Ten artykuł dotyczy przyszłego wydarzenia sportowego. Informacje w nim zawarte zmienią się w przyszłości.
101. Mistrzostwa Polski Seniorów w Lekkoatletyce – zawody lekkoatletyczne, które odbędą się w dniach 22–23 sierpnia 2025 na Stadionie im. Zdzisława Krzyszkowiaka w Bydgoszczy. Ich organizatora Zarząd Polskiego Związku Lekkiej Atletyki wybrał w styczniu 2025 roku.

## Rezultaty
| NR – rekord Polski \| CR – rekord mistrzostw Polski \| NUR – rekord Polski młodzieżowców (do lat 23) \| SB – najlepszy wynik w sezonie |
| NL – najlepszy tegoroczny wynik na polskich listach \| PB – rekord życiowy                                                             |

### Mężczyźni
| Konkurencja:                  | 1. miejsce | Rezultat | 2. miejsce | Rezultat | 3. miejsce | Rezultat |
| Bieg na 100 m                 |            |          |            |          |            |          |
| Bieg na 200 m                 |            |          |            |          |            |          |
| Bieg na 400 m                 |            |          |            |          |            |          |
| Bieg na 800 m                 |            |          |            |          |            |          |
| Bieg na 1500 m                |            |          |            |          |            |          |
| Bieg na 5000 m                |            |          |            |          |            |          |
| Bieg na 3000 m z przeszkodami |            |          |            |          |            |          |
| Bieg na 110 m przez płotki    |            |          |            |          |            |          |
| Bieg na 400 m przez płotki    |            |          |            |          |            |          |
| Sztafeta 4 × 100 m            |            |          |            |          |            |          |
| Sztafeta 4 × 400 m            |            |          |            |          |            |          |
| Chód na 10 000 m              |            |          |            |          |            |          |
| Skok wzwyż                    |            |          |            |          |            |          |
| Skok o tyczce                 |            |          |            |          |            |          |
| Skok w dal                    |            |          |            |          |            |          |
| Trójskok                      |            |          |            |          |            |          |
| Pchnięcie kulą                |            |          |            |          |            |          |
| Rzut dyskiem                  |            |          |            |          |            |          |
| Rzut młotem                   |            |          |            |          |            |          |
| Rzut oszczepem                |            |          |            |          |            |          |

### Kobiety
| Konkurencja:                  | 1. miejsce | Rezultat | 2. miejsce | Rezultat | 3. miejsce | Rezultat |
| Bieg na 100 m                 |            |          |            |          |            |          |
| Bieg na 200 m                 |            |          |            |          |            |          |
| Bieg na 400 m                 |            |          |            |          |            |          |
| Bieg na 800 m                 |            |          |            |          |            |          |
| Bieg na 1500 m                |            |          |            |          |            |          |
| Bieg na 5000 m                |            |          |            |          |            |          |
| Bieg na 3000 m z przeszkodami |            |          |            |          |            |          |
| Bieg na 100 m przez płotki    |            |          |            |          |            |          |
| Bieg na 400 m przez płotki    |            |          |            |          |            |          |
| Sztafeta 4 × 100 m            |            |          |            |          |            |          |
| Sztafeta 4 × 400 m            |            |          |            |          |            |          |
| Chód na 10 000 m              |            |          |            |          |            |          |
| Skok wzwyż                    |            |          |            |          |            |          |
| Skok o tyczce                 |            |          |            |          |            |          |
| Skok w dal                    |            |          |            |          |            |          |
| Trójskok                      |            |          |            |          |            |          |
| Pchnięcie kulą                |            |          |            |          |            |          |
| Rzut dyskiem                  |            |          |            |          |            |          |
| Rzut młotem                   |            |          |            |          |            |          |
| Rzut oszczepem                |            |          |            |          |            |          |

## Półmaraton
34. Mistrzostwa Polski w półmaratonie zostały rozegrane 23 lutego w Wiązownie.
| Konkurencja: | 1. miejsce                      | Rezultat   | 2. miejsce                             | Rezultat   | 3. miejsce                     | Rezultat   |
| Mężczyźni    | Dawid Malina TL ROW Rybnik      | 1:03:45 PB | Dariusz Boratyński AZS AWF Wrocław     | 1:04:53 PB | Aleksander Wiącek Start Otwock | 1:03:47 PB |
| Kobiety      | Aleksandra Brzezińska MKL Toruń | 1:12:36    | Elżbieta Glinka Passion First Warszawa | 1:12:46 PB | Emilia Mazek AZS AWF Warszawa  | 1:15:02    |

## Bieg na 10 000 m
Mistrzostwa Polski w biegu na 10 000 metrów zostały rozegrane 26 kwietnia w Warszawie.
| Konkurencja: | 1. miejsce                           | Rezultat     | 2. miejsce                                  | Rezultat    | 3. miejsce                             | Rezultat    |
| Mężczyźni    | Maciej Megier SKLA Sopot             | 28:21,77 NUR | Patryk Kozłowski RLTL GGG Radom             | 29:28,28    | Szymon Skalski AZS AWFiS Gdańsk        | 29:28,88 PB |
| Kobiety      | Olimpia Breza KUKS Remus Kościerzyna | 33:13,22 PB  | Katarzyna Napiórkowska LKS Maków Mazowiecki | 33:24,62 PB | Elżbieta Glinka Passion First Warszawa | 33:33,22 PB |

## Bieg 6-godzinny
Mistrzostwa Polski w biegu 6-godzinnym zostały rozegrane 26 kwietnia w Warszawie.
| Konkurencja: | 1. miejsce                                | Rezultat | 2. miejsce                          | Rezultat | 3. miejsce                                  | Rezultat |
| Mężczyźni    | Andrzej Piotrowski WKS Wawel Kraków       | 89 356 m | Tomasz Kozłowicz MKS Siechnice      | 87 256 m | Mateusz Dajnowski MKS Chojniczanka Chojnice | 85 695 m |
| Kobiety      | Patrycja Bereznowska Wieliszew Heron Team | 75 268 m | Katarzyna Chojnacka UKS Orkan Środa | 71 312 m | Anna Kapica CWKS Resovia Rzeszów            | 68 407 m |

## Maraton
45. Mistrzostwa Polski kobiet w biegu maratońskim i 95. Mistrzostwa Polski mężczyzn w biegu maratońskim odbędą się 28 września w Warszawie.
| Konkurencja: | 1. miejsce | Rezultat | 2. miejsce | Rezultat | 3. miejsce | Rezultat |
| Mężczyźni    |            |          |            |          |            |          |
| Kobiety      |            |          |            |          |            |          |

## Chód na 20 km
Zawody o mistrzostwo Polski kobiet i mężczyzn w chodzie na 20 kilometrów odbyły się 4 maja w Warszawie w ramach Korzeniowski Warsaw Race Walking Cup 2025.
| Konkurencja: | 1. miejsce                         | Rezultat   | 2. miejsce                       | Rezultat   | 3. miejsce                                  | Rezultat   |
| Mężczyźni    | Maher Ben Hlima RKS Łódź           | 1:23:34    | Mateusz Nowak KU AZS UAM Poznań  | 1:26:28 PB | Arkadiusz Schiedel MLKS Nadwiślanin Chełmno | 1:27:12 PB |
| Kobiety      | Katarzyna Zdziebło LKS Stal Mielec | 1:30:33 SB | Magdalena Żelazna AZS-AWF Gorzów | 1:37:58    | Anna Zdziebło LKS Stal Mielec               | 1:40:44 SB |

## Wieloboje
Mistrzostwa Polski w wielobojach zostały rozegrane w Warszawie od 7 do 8 czerwca na stadionie lekkoatletycznym im. Zygmunta Szelesta.

### Mężczyźni
| Konkurencja:  | 1. miejsce                          | Rezultat    | 2. miejsce                              | Rezultat    | 3. miejsce                      | Rezultat |
| Dziesięciobój | Artur Brzeziński KS AZS AWF Wrocław | 7297 pkt PB | Olivier Tarasiewicz KS AZS AWF Warszawa | 6927 pkt PB | Rafał Horbowicz KS Warszawianka | 6765 pkt |

### Kobiety
| Konkurencja: | 1. miejsce                  | Rezultat | 2. miejsce                                | Rezultat | 3. miejsce               | Rezultat    |
| Siedmiobój   | Paulina Ligarska SKLA Sopot | 6189 pkt | Adrianna Sułek-Schubert KS Brda Bydgoszcz | 6071 pkt | Edyta Bielska SKLA Sopot | 5994 pkt SB |

## Bieg na 5 km
13. Otwarte Mistrzostwa Polski kobiet w biegu ulicznym na 5 kilometrów zostały rozegrane 15 czerwca 2025 w Warszawie w ramach Irena Women Run.
| Konkurencja: | 1. miejsce             | Rezultat | 2. miejsce                 | Rezultat | 3. miejsce                        | Rezultat |
| Kobiety      | Sabina Jarząbek Kielce | 16:14    | Julia Koralewska Bydgoszcz | 16:17    | Beata Niemyjska Nowy Dwór Gdański | 16:27    |

## Bieg na 10 km
16. Mistrzostwa Polski w biegu ulicznym na 10 kilometrów mężczyzn zostały rozegrane 2 sierpnia w Gdańsku w ramach biegu św. Dominika. 14. Mistrzostwa Polski w biegu ulicznym na 10 kilometrów kobiet zostaną rozegrane 19 października w Kole.
| Konkurencja: | 1. miejsce                            | Rezultat | 2. miejsce                             | Rezultat | 3. miejsce                   | Rezultat |
| Mężczyźni    | Dariusz Boratyński KS AZS AWF Wrocław | 29:17    | Dawid Borowski KS Stal LA Ostrów Wlkp. | 29:59    | Oliwier Mutwil TL ROW Rybnik | 30:04    |
| Kobiety      |                                       |          |                                        |          |                              |          |

## Chód na 35 km
3. Mistrzostwa Polski kobiet i mężczyzn w chodzie na 35 kilometrów odbyły się 22 marca w Dudincach w ramach zawodów Dudinská Päťdesiatka 2025.
| Konkurencja: | 1. miejsce                         | Rezultat   | 2. miejsce                                  | Rezultat   | 3. miejsce                                | Rezultat   |
| Mężczyźni    | Maher Ben Hlima RKS Łódź           | 2:27:51 NR | Arkadiusz Schiedel MLKS Nadwiślanin Chełmno | 2:52:54 PB | Sebastian Karpiński RK Athletics Warszawa | 3:36:44 PB |
| Kobiety      | Katarzyna Zdziebło LKS Stal Mielec | 2:46:59    | Agnieszka Ellward WKS Flota Gdynia          | 2:55:51 PB | Anna Zdziebło LKS Stal Mielec             | 3:03:34 PB |

## Biegi przełajowe
97. Mistrzostwa Polski w biegach przełajowych zostaną rozegrane 22 listopada w Lubinie.

### Mężczyźni
| Konkurencja:           | 1. miejsce | Rezultat | 2. miejsce | Rezultat | 3. miejsce | Rezultat |
| Bieg przełajowy (2 km) |            |          |            |          |            |          |
| Bieg przełajowy (6 km) |            |          |            |          |            |          |

### Kobiety
| Konkurencja:           | 1. miejsce | Rezultat | 2. miejsce | Rezultat | 3. miejsce | Rezultat |
| Bieg przełajowy (2 km) |            |          |            |          |            |          |
| Bieg przełajowy (6 km) |            |          |            |          |            |          |